# Николин, Виктор Игнатьевич
Ви́ктор Игна́тьевич Нико́лин (27 апреля 1931, Сталино — 23 ноября 2015, Екатеринбург) — советский учёный, горный инженер, педагог, доктор технических наук, профессор, лауреат Государственной премии Украины в области науки и техники, основоположник теории и практики борьбы с внезапными выбросами породы и газа, один из основоположников теории и практики борьбы с внезапными выбросами угля и газа в шахтах.

## Биография
Родился 27 апреля 1931 года в Донецке Украинской ССР.
В 1954 году окончил Свердловский горный институт, получив квалификацию горного инженера по направлению «практическая и научная деятельность».
По окончании учёбы работал в шахтах Урала (горный мастер, начальник участка).
Окончил аспирантуру горно-геологического института Уральского филиала Академии наук СССР. В 1961 году защитил диссертацию на соискание учёной степени кандидата технических наук
С 1963 по 1978 год работал в Государственном Макеевском научно-исследовательском институте по безопасности работ в горной промышленности (МакНИИ) в отделе борьбы с внезапными выбросами угля и газа в должности старшего научного сотрудника, заведующего лабораторией и заведующего отделом.
В 1969 году защитил диссертацию на соискание учёной степени доктора технических наук. В. И. Николину присвоено учёное звание профессора.
В 1978 году принят по конкурсу на работу в Донецкий политехнический институт на должность заведующего кафедрой охраны труда.
До начала 2000-х годов — заведующий кафедрой охраны труда и аэрологии факультета геотехнологий и управления производством того же университета.
Избран членом-корреспондентом Академии горных наук Украины.
Умер 23 ноября 2015 года. Похоронен на Западном кладбище Екатеринбурга.

## Научный вклад
Работая в МакНИИ, впервые в мировой практике вскрыл природу и механизм внезапных выбросов породы и газа в шахтах и разработал теорию их возникновения. Установил и доказал общность этого явления с внезапными выбросами угля и газа.
Под научным руководством В. И. Николина был разработан и внедрён способ прогноза выбросоопасности горных пород по разделению кернов на «диски», который до настоящего времени является единственным в мире прямым способом оценки степени выбросоопасности пород, как на стадии геолого-разведочных работ, так и при проведении горных выработок. Позднее этот способ нашёл своё применение для оценки степени удароопасности целиков на рудниках СССР.
Разработанные В. И. Николиным способы локализации и предотвращения выбросов породы и газа, а также основные принципы их применения были востребованы и применялись не только в условиях угольных шахт. После ряда крупных аварий с человеческими жертвами (калийные рудники — Солигорск, Белоруссия), которые стали неожиданностью, например, для строителей тоннелей (тоннель «Арпа — Севан», Армения; Северо-Муйский тоннель, БАМ), под руководством и при участии В. И. Николина, были разработаны соответствующие отраслевые нормативные документы («Инструкции…» по прогнозу и предотвращению выбросов соли и газа, и породы и газа при проведении тоннелей).
С конца 1960-х годов занимался решением проблемы внезапных выбросов угля и газа. Выявил и доказал общность природы формирования и проявления выбросоопасности угольного и породного массива.
Впервые в мировой горной науке установил и описал закономерность формирования потенциальной выбросоопасности угольных пластов в зависимости от степени метаморфизма слагающего их угля и глубины залегания.
Является автором широко применяемого в угольных шахтах способа текущего проноза выбросоопасности по динамике начального газовыделения, обеспечивающего, в том числе, определение безопасной глубины выемки угля, а также контроль эффективности мероприятий по предотвращению внезапных выбросов угля и газа.
Один из основных разработчиков:
- способа предотвращения выбросов угля и газа путём образования разгрузочных пазов, основанного на использовании закономерностей перераспределения напряжений в призабойной части угольного пласта, с учётом применяемой технологии горных работ;
- способа предотвращения внезапных выбросов угля и газа при комбайновом проведении подготовительных выработок смешанными забоями, который предусматривает создание разгружающих полостей во вмещающих породах модернизированным стреловидным исполнительным органом проходческого комбайна;
- метода прогноза выбросоопасности участка шахтопласта в месте вскрытия и пересечения его полевой выработкой;
- метода прогноза выбросоопасности шахтопластов по данным геологоразведочного бурения.

Автор более 340 печатных научных трудов, включая ряд монографий.
Под научным руководством проф. В. И. Николина подготовлено более 10 докторов технических наук.

## Награды и премии
Награждён орденом «Знак Почёта», медалями «В ознаменование 100-летия со дня рождения В. И. Ленина», «Ветеран труда», памятной медалью П. Л. Капицы Российской Академии естественных наук.
Лауреат премии им. академика А. А. Скочинского (1976).
Лауреат Государственной премии Украины в области науки и техники (1992).
Полный кавалер отраслевой награды Знак «Шахтёрская слава».
Полный кавалер отраслевой награды Знак «Шахтёрская доблесть» (Украина).

## Научные публикации
- Николин, Виктор Игнатьевич. Выбросоопасные породы больших глубин / В. И. Николин, Б. А. Лысиков, И. Ф. Ярембаш ; МакНИИ. Трест «Красноармейскуголь». — Донецк : Донбасс, 1968. — 80 с. : ил.
- Николин, Виктор Игнатьевич. Прогноз выбросоопасности угольных и породных пластов / В. И. Николин, Б. А. Лысиков, В. Я. Ткач. — Донецк : Донбасс, 1972. — 127 с. : ил.
- Николин, Виктор Игнатьевич. Разработка выбросоопасных пластов на глубоких шахтах / В. И. Николин. — Донецк : Донбасс, 1976. — 182 с. : ил.
- Николин, Виктор Игнатьевич. Борьба с выбросами угля и газа в шахтах / В. И. Николин, И. И. Баличенко, А. А. Симонов. — М. : Недра, 1981. — 300 с. : ил.
- Николин, Виктор Игнатьевич. Теория выбросов и прогнозирования выбросоопасности : (Учеб. пособие для горн. спец.) / В. И. Николин, С. Н. Александров; М-во высш. и сред. спец. образования УССР, Учеб.-метод. каб. по высш. образованию, Донец. политехн. ин-т. — Киев : УМКВО, 1989. — 115 с. : ил.
- Николин, Виктор Игнатьевич. Влияние катагенеза горных пород и метаморфизма углей на их выбросоопасность / В. Е. Забигайло, В. И. Николин; АН УССР, Ин-т геологии и геохимии горючих ископаемых. — Киев : Наук. думка, 1990. — 165 с. : ил.
- Николин В. И., Васильчук М. П. Прогнозирование и устранение выбросоопасности при разработке угольных месторождений. — М. : Полимедиа, 1997. — 495 с.